# Clephydroneura alveolusa
Clephydroneura alveolusa là một loài ruồi trong họ Asilidae. Clephydroneura alveolusa được Shi miêu tả năm 1995. Loài này phân bố ở vùng Cổ Bắc giới và châu Á.